# Juan Alberto Ayala Ramírez
Juan Alberto Ayala Ramírez (* 15. November 1973 in San Pedro de Pregonero, Uribante, Táchira) ist ein venezolanischer römisch-katholischer Geistlicher und Weihbischof in San Cristóbal de Venezuela.

## Leben
Juan Alberto Ayala Ramírez studierte am diözesanen Priesterseminar und empfing am 1. November 2002 durch Bischof Mario del Valle Moronta Rodríguez das Sakrament der Priesterweihe für das Bistum San Cristóbal de Venezuela.
Nach weiteren Studien erwarb er an der kirchlichen Hochschule Santo Tomás de Aquino in Táriba das Lizenziat in Erziehungswissenschaften. In Mailand absolvierte er eine Ausbildung im Bereich der Priesterausbildung und Berufungspastoral, die vom Päpstlichen Athenaeum Regina Apostolorum getragen wurde. An der Caribbean International University auf Curaçao erwarb er einen Mastergrad im Fach bildungsorientierte Neurokompetenzen. Neben Aufgaben in der Pfarrseelsorge, zuletzt als Pfarrer in La Grita, bischöflicher Sekretär und Kanzler der Diözesankurie, Notar am Diözesangericht und Leiter der Berufungspastoral im Bistum. Am Diözesanseminar und an der kirchlichen Hochschule Santo Tomás de Aquino lehrte er als Professor. Vor seiner Ernennung zum Weihbischof war er Bischofsvikar für die Seelsorgeregion Espíritu Santo.
Papst Franziskus ernannte ihn am 18. Juni 2020 zum Titularbischof von Rusibisir und zum Weihbischof in San Cristóbal de Venezuela. Der Bischof von San Cristóbal de Venezuela, Mario del Valle Moronta Rodríguez, spendete ihm am 12. Dezember desselben Jahres die Bischofsweihe.